# Myrmarachne marshalli
Myrmarachne marshalli este o specie de păianjeni din genul Myrmarachne, familia Salticidae, descrisă de Peckham, Peckham, 1903. Conform Catalogue of Life specia Myrmarachne marshalli nu are subspecii cunoscute.